# Campionati del mondo di mountain bike - Cross country maschile Under-23
Il cross country maschile Under-23 è una delle prove inserite nel programma dei campionati del mondo di mountain bike. Si corre dall'edizione 1996.

## Albo d'oro
Aggiornato all'edizione 2022.
| Anno | Vincitore               | Secondo                 | Terzo                   |
| ---- | ----------------------- | ----------------------- | ----------------------- |
| 1996 | Dario Acquaroli         | Miguel Martinez         | Cadel Evans             |
| 1997 | Miguel Martinez         | Cadel Evans             | Dario Acquaroli         |
| 1998 | Miguel Martinez         | Christoph Sauser        | Roel Paulissen          |
| 1999 | Marco Bui               | Cadel Evans             | Martino Fruet           |
| 2000 | José Antonio Hermida    | Marti Gispert Labarta   | Kashi Leuchs            |
| 2001 | Julien Absalon          | Ryder Hesjedal          | Walker Ferguson         |
| 2002 | Julien Absalon          | Ralph Näf               | Ryder Hesjedal          |
| 2003 | Balz Weber              | Manuel Fumic            | Iván Álvarez            |
| 2004 | Manuel Fumic            | Liam Killeen            | Florian Vogel           |
| 2005 | Jurij Trofimov          | Lukas Flückiger         | Nino Schurter           |
| 2006 | Nino Schurter           | Tony Longo              | Max Plaxton             |
| 2007 | Jakob Fuglsang          | Nino Schurter           | Jaroslav Kulhavý        |
| 2008 | Nino Schurter           | Burry Stander           | Mathias Flückiger       |
| 2009 | Burry Stander           | Alexis Vuillermoz       | Thomas Litscher         |
| 2010 | Mathias Flückiger       | Thomas Litscher         | Patrik Gallati          |
| 2011 | Thomas Litscher         | Marek Konwa             | Henk Jaap Moorlag       |
| 2012 | Ondřej Cink             | Michiel van der Heijden | Daniele Braidot         |
| 2013 | Gerhard Kerschbaumer    | Julian Schelb           | Michiel van der Heijden |
| 2014 | Michiel van der Heijden | Jordan Sarrou           | Howard Grotts           |
| 2015 | Anton Cooper            | Victor Koretzky         | Grant Ferguson          |
| 2016 | Samuel Gaze             | Victor Koretzky         | Marcel Guerrini         |
| 2017 | Samuel Gaze             | Alan Hatherly           | Maximilian Brandl       |
| 2018 | Alan Hatherly           | Christopher Blevins     | David Nordemann         |
| 2019 | Vlad Dascalu            | Filippo Colombo         | Vital Albin             |
| 2020 | Thomas Pidcock          | Christopher Blevins     | Joel Roth               |
| 2021 | Martín Vidaurre         | Juri Zanotti            | Joel Roth               |
| 2022 | Simone Avondetto        | Mathis Azzaro           | Luca Schatti            |

## Medagliere
| Pos.   | Atleta        | Oro | Argento | Bronzo | Totale |
| ------ | ------------- | --- | ------- | ------ | ------ |
| 1      | Svizzera      | 5   | 6       | 10     | 21     |
| 2      | Francia       | 4   | 6       | 0      | 10     |
| 3      | Italia        | 4   | 2       | 3      | 9      |
| 4      | Nuova Zelanda | 3   | 0       | 1      | 4      |
| 5      | Sudafrica     | 2   | 2       | 0      | 4      |
| 6      | Germania      | 1   | 2       | 1      | 4      |
| 7      | Paesi Bassi   | 1   | 1       | 3      | 5      |
| 8      | Spagna        | 1   | 1       | 1      | 3      |
| 8      | Gran Bretagna | 1   | 1       | 1      | 3      |
| 10     | Rep. Ceca     | 1   | 0       | 1      | 2      |
| 11     | Cile          | 1   | 0       | 0      | 1      |
| 11     | Danimarca     | 1   | 0       | 0      | 1      |
| 11     | Romania       | 1   | 0       | 0      | 1      |
| 11     | Russia        | 1   | 0       | 0      | 1      |
| 15     | Stati Uniti   | 0   | 2       | 2      | 4      |
| 16     | Australia     | 0   | 2       | 1      | 3      |
| 17     | Canada        | 0   | 1       | 2      | 3      |
| 18     | Polonia       | 0   | 1       | 0      | 1      |
| 19     | Belgio        | 0   | 0       | 1      | 1      |
| Totale | Totale        | 27  | 27      | 27     | 81     |

| Pos. | Nazione                 | Oro | Argento | Bronzo | Totale |
| ---- | ----------------------- | --- | ------- | ------ | ------ |
| 1    | Nino Schurter           | 2   | 1       | 1      | 4      |
| 2    | Miguel Martinez         | 2   | 1       | 0      | 3      |
| 3    | Julien Absalon          | 2   | 0       | 0      | 2      |
| 4    | Samuel Gaze             | 2   | 0       | 0      | 2      |
| 5    | Thomas Litscher         | 1   | 1       | 1      | 3      |
| 5    | Michiel van der Heijden | 1   | 1       | 1      | 3      |
| 7    | Burry Stander           | 1   | 1       | 0      | 2      |
| 7    | Manuel Fumic            | 1   | 1       | 0      | 2      |
| 7    | Alan Hatherly           | 1   | 1       | 0      | 2      |
| 10   | Mathias Flückiger       | 1   | 0       | 1      | 2      |
| 10   | Dario Acquaroli         | 1   | 0       | 1      | 2      |